# Khách sạn Rex

Khách sạn Rex

Khách sạn Rex là một khách sạn hạng sang nổi tiếng ở Thành phố Hồ Chí Minh, thuộc sở hữu của Tổng Công ty Du lịch Sài Gòn (Sai Gon Tourist).

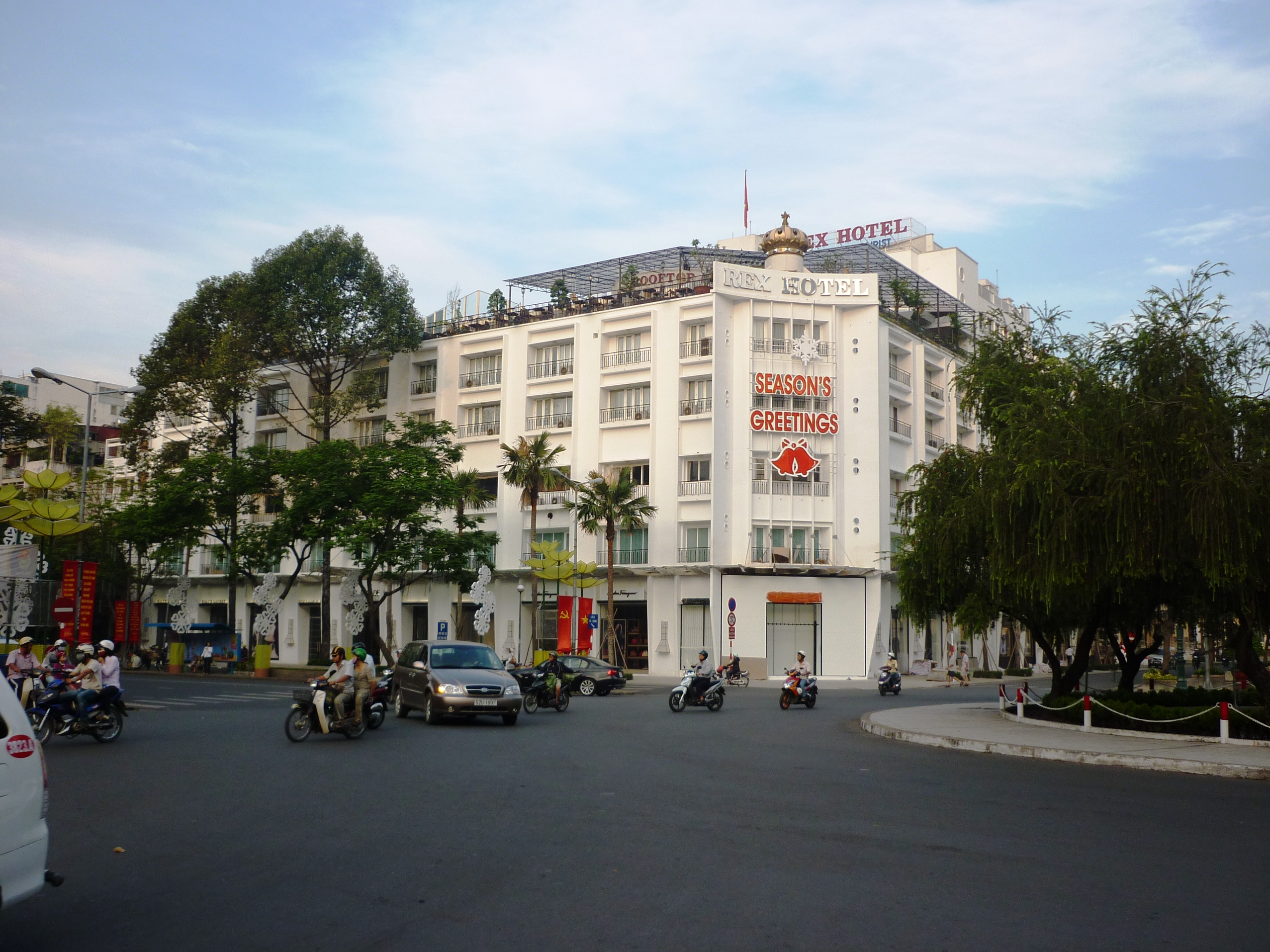
Khách sạn Rex năm 2010.

Tòa nhà bao gồm 5 tầng cùng với 284 phòng này tọa lạc tại số 141 đường Nguyễn Huệ, quận 1, gần Trụ sở Ủy ban nhân dân Thành phố và Nhà hát Thành phố.
Năm 2003, khách sạn Rex đã trải qua một đợt mở rộng và trùng tu kiến trúc, nội thất và kỹ thuật.

## Lịch sử

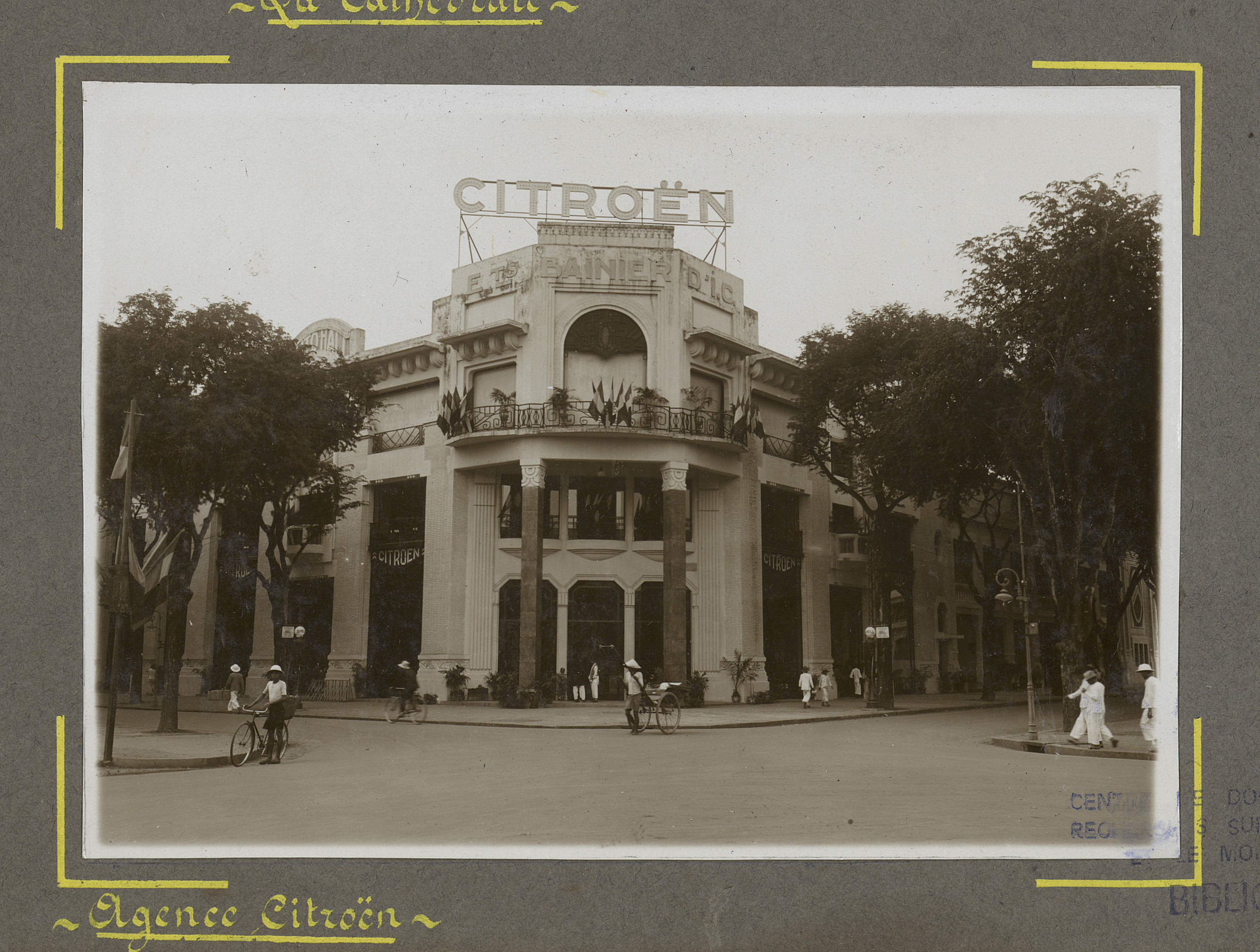
Khu nhà để xe Citroën vào khoảng năm 1930

Được xây dựng năm 1927 cho doanh nhân người Pháp Bainier trong thời Pháp thuộc, tòa nhà này ban đầu là một khu nhà để xe và nơi bán ô tô hai tầng. Tại đây trưng bày các mẫu xe Citroën cũng như các dòng xe ô tô châu Âu khác. Từ 1959 đến 1975, ông bà Nguyễn Phúc Ưng Thi (thuộc dòng dõi hoàng tộc Huế) đã nâng cấp công trình thành khách sạn "Rex Complex" 100 phòng với 3 rạp chiếu bóng, một nhà hàng, một sàn nhảy và một thư viện.

## Suy tàn và hồi phục
Sau khi chiến tranh Việt Nam kết thúc năm 1975, sở du lịch Thành phố Hồ Chí Minh đã sở hữu khách sạn này và đổi tên thành "Bến Thành". Khách sạn đã được sử dụng làm địa điểm cho buổi họp báo công bố Việt Nam thống nhất vào năm 1976.
Năm 1986, khách sạn được trả lại tên Khách sạn Rex.